# 카툰스
카툰스(Cartoons)는 덴마크의 글램 록, 팝 음악 그룹이다. 대표곡으로 1998년에 발표된 노래인 《Witch Doctor》가 있다. 이 노래는 1958년에 미국의 배우인 로스 배그더세리언이 발표한 노래 《Witch Doctor》를 유로댄스 버전으로 편곡한 노래이다.

## 음반

### 정규 음반
- 《Toonage》 (1998년)
- 《Toontastic!》 (2000년)

### 컴필레이션 음반
- 《Greatest Toons!》 (2005년)

### 싱글
- 《DooDah!》 (1998년)
- 《Witch Doctor》 (1998년)
- 《Yoko》 (1999년)
- 《Let's Go Childish》 (1999년)
- 《Aisy Waisy!》 (1999년)
- 《The X-Mas Single》 (1999년)
- 《Diddley-Dee》 (2000년)
- 《Mama-Loo》 (2000년)
- 《Big Coconuts》 (2001년)
- 《Day Oh》 (2005년)